# شان پاتریک فلانری
شان پاتریک فلانری (انگلیسی: Sean Patrick Flanery؛ زادهٔ ۱۱ اکتبر ۱۹۶۵) یک هنرپیشه، مؤلف و رزمی‌کار اهل ایالات متحده آمریکا است. وی از سال ۱۹۸۷ میلادی تاکنون مشغول فعالیت بوده‌است.
از فیلم‌ها یا برنامه‌های تلویزیونی که وی در آن نقش داشته است می‌توان به دختر (۱۹۹۸)، اره سه‌بعدی، پادزهر، فانتوم، بهترین مردان، عروس را ببوس، به سادگی غیرقابل مقاومت، اسب‌های شکسته، داستان ببر و قهرمان ده‌اینچی اشاره کرد.